# Abou Mosab al-Barnaoui
Habib Yusuf, dit Abou Moussab al-Barnaoui, né vers 1994,, est un djihadiste nigérian. Il est depuis l'été 2016 le chef de l'État islamique en Afrique de l'Ouest.

## Biographie
Habib Yusuf est le fils aîné de Mohamed Yusuf, le fondateur de Boko Haram. À l'âge de 15 ans, il entre dans le djihad au début de l'insurrection de Boko Haram. Il est alors très proche d'Abubakar Shekau, qui a succédé à Yusuf et a fondé le Groupe sunnite pour la prédication et le djihad.
Il fait sa première apparition en janvier 2015, dans une vidéo où il revendique au nom du groupe le massacre de Baga. Après l'allégeance de Boko Haram à l'État islamique en mars 2015, Abou Moussab al-Barnaoui apparaît comme le porte-parole de l'EI en Afrique de l'Ouest.
Mais à partir de cette période des tensions commencent à apparaître entre al-Barnaoui et Shekau. Ce dernier commence par contester le fait que al-Barnaoui soit le porte-parole du groupe. Al-Barnaoui se rapproche quant à lui de Mamman Nour, qui fut un proche confident de son père. Ces derniers recrutent des partisans qu'ils dispersent dans la région du lac Tchad. Ils critiquent également les attaques de Shekau contre les civils musulmans, qui considère que tous ceux qui acceptent de vivre dans des territoires contrôlés par le gouvernement nigérian méritent la mort.
Le 2 août 2016, l'État islamique présente Abou Moussab al-Barnaoui comme le Wali et chef de ses forces en Afrique de l'Ouest. L'ancien chef de Boko Haram, Abubakar Shekau, jugé trop extrémiste par l'EI, est écarté. Ce dernier refuse cependant sa destitution et critique Abou Moussab al-Barnaoui qu'il qualifie de « déviant »,.
Al-Barnaoui n'est âgé que de 22 ans lorsqu'il prend la tête de l'État islamique en Afrique de l'Ouest. Selon Romain Caillet, le fait qu'il soit le fils de Mohamed Yusuf « voudrait dire que la légitimité est du côté de ceux qui sont avec Abu Moussab al-Barnawi donc avec la composante pro EI. Mais en même temps, […] c’est quelqu’un de relativement jeune et il y a peut-être des gens derrière lui et dans ce cas ce serait, non pas un homme de paille mais quelqu’un qui serait utilisé parce qu’il est le « fils de » et qu’il y ait donc finalement un autre groupe derrière lui ».
Les forces d'Al-Barnaoui et Mamman Nour commettent moins d'exactions contre les civils musulmans que celles de Shekau ; Al-Barnaoui appelle également à concentrer davantage les attaques sur les « croisés chrétiens ».
Dès la mi-août, des combats éclatent entre l'État islamique et le Groupe sunnite pour la prédication et le djihad. Ces premiers affrontements tournent à l'avantage des partisans de Barnaoui qui chassent les partisans de Shekau de plusieurs villages. Un habitant, Mele Kaka, témoigne à l'AFP : « Après chaque attaque, les combattants de Barnaoui ont dit aux villageois que leurs rivaux du clan Shekau s’étaient éloignés du vrai « jihad », qu’ils tuaient des innocents, pillaient leurs biens et brûlaient leurs maisons […] des actes contraires aux enseignements de l’islam ». La faction de Barnaoui s'implante au nord-est de Maiduguri. Elle est considérée comme mieux organisée que celle de Shekau.
Al-Barnaoui aurait noué des contacts avec les forces de l'État islamique dans le Grand Sahara, dirigées par Adnane Abou Walid Al-Sahraoui, et active dans les zones frontalières du Mali, du Niger et du Burkina Faso. Chacun cherchant à étendre leurs zones d'actions vers l'autre. En janvier 2017, al-Barnaoui aurait été vu dans la région nigériane de Toumbounji et à Kaïowa, près de la frontière avec le Bénin.
Abou Moussab al-Barnaoui est destitué à son tour par l'État islamique en mars 2019 et remplacé par Abou Abdallah Idrisa ou Abou Abdullah Ibn Umar Al-Barnaoui,,,. Cependant, il est replacé à la tête du groupe en 2021.
Abou Moussab al-Barnaoui est grièvement blessé en août 2021, probablement lors d'affrontements contre Boko Haram au lac Tchad.